# Bohor Hallegua
Bohor Hallégua (andere Schreibweisen: Alega, Allegat oder Hallegna; bl. 1912–1926) war ein osmanisch-französischer Schachspieler, der zur Mitte der 1910er Jahre mit einigen Turnierteilnahmen in Westeuropa auf sich aufmerksam machte. Er trat binnen zwei Jahren unter anderem gegen zwei zukünftige Weltmeister sowie zwei ehemalige Weltmeisterschaftsherausforderer an. Seine beste Edo-Zahl betrug 2329 im Jahre 1914.

## Leben

### Herkunft
Über Halléguas Privatleben liegen kaum Informationen vor. Bekannt ist, dass er „einige Jahre“ vor seinem ersten öffentlichen Auftreten – also möglicherweise um 1910 – ein Lycée in Paris besucht hat und 1914 als „junger Mann“ bezeichnet wurde. Die französische Sprache beherrschte er offenbar fließend. Dies wirft Fragen hinsichtlich seiner Nationalität auf, die nicht vollends gesichert ist. Die meisten Publikationen bezeichnen ihn als Türken, doch 1991 erwähnte das British Chess Magazine, dass er bei seiner Turnierteilnahme 1914 in Mannheim zwar für Frankreich angetreten, eigentlich aber Türke gewesen sei („Although playing under French colours, Hallegua was a Turk [...]“). Es ist demnach möglich, dass er beide Staatsangehörigkeiten besaß.
Der Nachname Hallégua deutet auf eine Herkunft aus der großen jüdischen Gemeinde Thessalonikis hin, wo er zur fraglichen Zeit zahlreich in verschiedenen Schreibweisen – unter anderem Chalegua, Haleguoa, Halleova, Halegova – existierte. Die Stadt gehörte zwischen 1430 und 1912 zum Osmanischen Reich. Das dortige jüdische Leben geht im Wesentlichen auf Sepharden zurück, die 1492 mit dem Alhambra-Edikt aus allen Territorien Kastiliens und Aragóns vertrieben worden waren und denen der osmanische Sultan Bayezid II. Zuflucht gewährt hatte.

### Auftreten in Pariser Schachkreisen
Hallégua erlernte das Schachspiel erst vergleichsweise spät während seiner Zeit am Pariser Lycée. Es wird berichtet, dass er später regelmäßig in der Schachgruppe L’Académie Ludo im Pariser Quartier Latin spielte. Am 4. Juni 1912 nahm er an einer Simultanveranstaltung von Eduard Lasker teil. Dieser trat vor mehr als 150 Zuschauern gegen 35 Kontrahenten parallel an. 26 dieser Partien endeten mit einem Sieg des Deutschen, vier unentschieden und in fünf Fällen konnten sich Laskers Gegner durchsetzen – einer davon war Hallégua.
Zusammen mit A. Kramer führte er im Mai 1913 die weißen Steine in einer Beratungspartie gegen Leo Nardus und Dawid Janowski – der nur zweieinhalb Jahre zuvor noch um den Weltmeistertitel gespielt hatte – und verlor nach 32 Zügen. Einige Monate darauf gehörte Hallégua am 25. Oktober 1913 zu den Spielern bei einer weiteren Simultanveranstaltung, diesmal ausgerichtet von José Raúl Capablanca im Schachclub L’échiquier im Café Continental. Dem erst 24-jährigen Kubaner war 1911 bei einem Turnier in San Sebastián der internationale Durchbruch gelungen. Er galt als aufstrebender Weltklassespieler und hatte mit dem amtierenden Titelträger Emanuel Lasker bereits einmal erfolglos über die Konditionen für einen Weltmeisterschaftskampf verhandelt. Von 33 Partien gewann Capablanca 28; drei Partien wurden remisiert und zwei Spieler, unter anderem abermals Hallégua, konnten sich gegen den Meister durchsetzen. Dieser Erfolg dürfte seine Reputation innerhalb der Pariser Schachszene signifikant erhöht haben.
Im berühmten Pariser Café de la Régence belegte er dann im Februar und März 1914 in einem einrundigen Turnier mit zehn Teilnehmern den zweiten Platz hinter Janowski und vor beispielsweise Frédéric Lazard. Dabei erreichte er sechs Punkte aus neun Partien (+ 5, = 2, − 2). In den nächsten Monaten folgten mehrere Begegnungen – zunächst in Form dreier weiterer Beratungspartien – mit Frank Marshall, der 1907 Anwärter auf den Weltmeistertitel gewesen war: Am 10. April 1914 gewann Hallégua im Schachclub L’échiquier zusammen mit Marshall und Nardus nach 36 Zügen mit den weißen Steinen gegen M. D. Altintope, de Cramer und Alexandre Téléguine. Nachdem Marshall vom Turnier in Sankt Petersburg zurückgekehrt war, spielte Hallégua Ende Mai zusammen mit Téléguine die schwarzen Steine gegen ihn und Wassili Soldatenkow; erstgenanntes Duo gab dabei nach 44 Zügen auf. Schließlich konnten Hallégua, de Cramer, Téléguine und Humbert am 27. Juni mit den weißen Steinen Marshall, Soldatenkow und Luedeck nach 61 Zügen besiegen. Bei einem vom 12. bis 14. Juli ausgetragenen, hochkarätig besetzten Vierer-Wettbewerb des L’échiquier im Café Continental verlor Hallégua alle drei Spiele gegen Marshall, André Muffang sowie den zukünftigen Weltmeister Alexander Aljechin und wurde Letzter. Anschließend spielte er noch eine Freundschaftspartie gegen Aljechin, musste sich mit den weißen Steinen nach nur 25 Zügen allerdings abermals geschlagen geben.
Die spanische Wochenzeitschrift La Ilustración Española y Americana bezeichnete Hallégua im September 1919 rückblickend als den seinerzeit stärksten Spieler in Paris (sp.: „el más fuerte jugador de París“), was sich jedoch nicht mit seinen Ergebnissen deckt.

### Erfolg in Deutschland
Im Juni 1914 hatte sich Hallegúa um die Teilnahme am Hauptturnier A des 19. DSB-Kongresses in Mannheim beworben. Insgesamt gingen für dieses Turnier 42 Bewerbungen ein, von denen letztlich 18 akzeptiert wurden – unter anderem auch seine. Der Kongress begann am 18. Juli mit der Begrüßung der Gäste; es folgte am nächsten Tag ein Festessen, bevor ab dem 20. Juli im „versteckt im [G]arten gelegenen“ Ballhaus des städtischen Schlosses die Spiele ausgetragen wurden. Es fanden parallel mehrere Wettbewerbe mit Spielern unterschiedlicher Stärke statt – das Meisterturnier, das Hauptturnier A, das Hauptturnier B, das Nebenturnier A sowie das Nebenturnier B. Ursprünglich war vorgesehen, dass die bestplatzierten Spieler des Hauptturnieres A ein Anrecht auf die Teilnahme am Meisterturnier des 20. DSB-Kongresses erhalten sollten, der 1916 ausgetragen werden sollte. Zudem war angekündigt, dass dem Sieger des Hauptturnieres A der renommierte „Meistertitel des Deutschen Schachbundes“ – der auch von Ausländern erworben werden konnte – verliehen werden sollte. Hinsichtlich der Bedenkzeit galt die Regelung, dass die ersten 30 Züge binnen 120 Minuten und anschließend immer 15 Züge binnen 60 Minuten ausgeführt werden mussten.
Der Kongress fiel zeitlich in das letzte Drittel der Julikrise, während der sich die politischen Spannungen in Europa stetig intensivierten. Nach der deutschen Generalmobilmachung und Kriegserklärung an Russland am 1. August war für das Organisationskomitee die Notwendigkeit gegeben, den Kongress und die Turniere abzubrechen. Bis dahin hatte Hallégua acht Punkte aus elf Partien (+ 6, = 4, − 1) erreicht und führte das Feld von 18 Spielern an. Sein niederländischer Kontrahent Willem Schelfhout bezeichnete Halléguas Sieg zwar als „Überraschung“, hob jedoch auch dessen „solides und kraftvolles Positionsspiel“ hervor. Es ist allerdings darauf hinzuweisen, dass Hallégua zwar nach Punkten in Führung lag, seine acht Punkte jedoch in elf Partien erspielt hatte. Das heißt, dass er 72,73 Prozent aller ihm möglichen Punkte gewann. Der zweitplatzierte Ilja Rabinowitsch hingegen erreichte seine 71⁄2 Punkte in nur zehn Partien, was einem höheren Prozentsatz von 75 Prozent entspricht. Beide Spieler wurden daraufhin zu Siegern erklärt. In Anbetracht des Abbruches regelten die Veranstalter die Vergabe der Prämien neu. Alle Teilnehmer des Hauptturnieres A erhielten nun 25 Mark als Kompensation und darüber hinaus wurde den neun bestplatzierten Spielern jeweils die Hälfte des für ihre Platzierung vorgesehenen Preisgeldes ausgezahlt. Der Gewinner sollte ursprünglich 1000 Mark erhalten; die nun reduzierte Summe von 500 Mark teilte man unter beiden Siegern auf. Hallégua verließ das Turnier demnach mit 275 Mark, was nach heutiger Kaufkraft einem Betrag von etwa 2750 Euro entspräche.
|     | Spieler             | 01 | 02 | 03 | 04 | 05 | 06 | 07  | 08  | 09 | 10 | 11 | 12 | 13 | 14 | 15 | 16  | 17 | 18 | Spiele | Punkte |
| --- | ------------------- | -- | -- | -- | -- | -- | -- | --- | --- | -- | -- | -- | -- | -- | -- | -- | --- | -- | -- | ------ | ------ |
| 01. | Bohor Hallégua      |    |    | 0  | 1  |    | ½  | 1   | 1   | ½  | 1  | ½  |    | 1  |    | 1  |     | ½  |    | 11     | 8      |
| 02. | Ilja Rabinowitsch   |    |    | 1  | 0  | ½  |    |     |     | 1  | 1  | 1  | 1  | 0  | 1  |    | 1   |    | –  | 10     | 7½     |
| 03. | Oscar Tenner        | 1  | 0  |    |    | 0  | 1  | 1   | 0   |    |    |    |    | 1  | 1  | 1  | ½   | 1  |    | 11     | 7½     |
| 04. | Carl Ahues          | 0  | 1  |    |    | ½  | 0  | 1   | ½   |    |    |    | 1  |    | ½  |    | 1   | 1  | –  | 10     | 6½     |
| 05. | Lajos Asztalos      |    | ½  | 1  | ½  |    |    | ½   |     | 1  | ½  | ½  | ½  |    | 0  |    | 1   |    | –  | 10     | 6      |
| 06. | Fedir Bohatyrtschuk | ½  |    | 0  | 1  |    |    |     | ½   | 0  | 1  | 0  |    | 1  |    | 1  |     | ½  |    | 10     | 5½     |
| 07. | Sigmund Herland     | 0  |    | 0  | 0  | ½  |    |     |     |    | ½  | ½  | 1  | 1  |    | 1  | 1 * |    |    | 10     | 5½     |
| 08. | Willem Schelfhout   | 0  |    | 1  | ½  |    | ½  |     |     |    | 0  | ½  | 0  | 1  |    | 1  | 1 * |    |    | 10     | 5½     |
| 09. | B. Studt            | ½  | 0  |    |    | 0  | 1  |     |     |    |    | 1  | 1  | 0  |    | 1  | 0   | 1  | –  | 10     | 5½     |
| 10. | Alexei Selesnjow    | 0  | 0  |    |    | ½  | 0  | ½   | 1   |    |    |    | ½  |    | ½  | ½  | 1   | 1  |    | 11     | 5½     |
| 11. | Karel Opočenský     | ½  | 0  |    |    | ½  | 1  | ½   | ½   | 0  |    |    |    | 0  | 1  | ½  |     | ½  |    | 11     | 5      |
| 12. | Boris Maljutin      |    | 0  |    | 0  | ½  |    | 0   | 1   | 0  | ½  |    |    |    | 1  |    | 1   | ½  | –  | 10     | 4½     |
| 13. | Wilhelm Hilse       | 0  | 1  | 0  |    |    | 0  | 0   | 0   | 1  |    | 1  |    |    | ½  | 0  |     | ½  |    | 11     | 4      |
| 14. | Walter Henneberger  |    | 0  | 0  | ½  | 1  |    |     |     |    | ½  | 0  | 0  | ½  |    | 1  | 0   |    |    | 10     | 3½     |
| 15. | Wilhelm Schönmann   | 0  |    | 0  |    |    | 0  | 0   | 0   | 0  | ½  | ½  |    | 1  | 0  |    |     | 1  |    | 11     | 3      |
| 16. | Hans Duhm           |    | 0  | ½  | 0  | 0  |    | 0 * | 0 * | 1  | 0  |    | 0  |    | 1  |    |     |    | –  | 10     | 2½     |
| 17. | Gunnar Gundersen    | ½  |    | 0  | 0  |    | ½  |     |     | 0  | 0  | ½  | ½  | ½  |    | 0  |     |    |    | 10     | 2½     |
| 18. | Josef Hrdina        |    | –  |    | –  | –  |    |     |     | –  |    |    | –  |    |    |    | –   |    |    | 06     | 3½     |

Rot hinterlegte Kästchen markieren die Partien, die aufgrund des Turnierabbruches nicht mehr ausgetragen werden konnten. Der österreichisch-ungarische Spieler Josef Hrdina reiste am 28. Juli – nach der Kriegserklärung seines Landes an Serbien – nach Prag ab, da er seine Einberufung erhalten hatte. Er wird daher nicht in den abschließenden Ergebnislisten erwähnt. Bis dahin hatte er 31⁄2 Punkte aus sechs Partien erreicht, die allerdings annulliert wurden. Der Schweizer Hans Duhm zog sich nach neun Runden zurück; seine ausstehenden Partien gegen Schelfhout und Herland wurden für die Gegner gewertet (mit Sternchen gekennzeichnet).
Sofern es ihnen möglich war, reisten die meisten ausländischen Spieler umgehend ab. Die elf an den Turnieren des Kongresses teilnehmenden Russen wurden zunächst interniert und verblieben unterschiedlich lange Zeit in Haft. Hallégua vermochte nicht, rechtzeitig in das nun feindliche Frankreich zurückzureisen. Anfang August kam er daraufhin zunächst im Mannheimer Parkhotel unter, wo er die Bekanntschaft von Wilhelm Pippig machte, einem verarmten Amateur-Schachspieler aus Dachau. Dieser hatte ohne nennenswerten Erfolg am Nebenturnier A teilgenommen, verdingte sich nun als Kellner im Schachcafé und durfte auch im Hotel leben. Die niederländische Tageszeitung De Telegraaf beschrieb die Situation folgendermaßen:
„De Turk kent geen stom woord Duitsch en Pip[p]ig evenmin Fransch. Maar dat hindert niet: zij verstaan elkander vast beter dan de volkeren van het beschaafde Europa.“
„Der Türke kennt kein blödes [= einziges] Wort [auf] Deutsch und Pip[p]ig auch nicht Französisch. Aber das hindert nicht: Sie verstanden einander sicherlich besser als die Völker des zivilisierten Europas.“

### Weiteres Wirken
Für 1914 und 1915 ist eine Fernschachpartie belegt, die Hallégua – eventuell von Deutschland aus – gegen P. Humbert bestritt und in der er mit den schwarzen Steinen nach 61 Zügen aufgab. Letztlich gelang ihm doch die Rückkehr nach Paris. Dort erlebte er Ende Mai 1915 noch zwei Niederlagen mit weißen Steinen im Club Cercle Philidor: Zunächst verlor er am 23. Mai zusammen mit Humbert nach 31 Zügen eine Beratungspartie gegen Arnold Aurbach und J. Lew, ehe er einen Tag darauf auch alleine gegen Aurbach nach 23 Zügen das Nachsehen hatte. Danach verliert sich seine Spur zunächst wieder.
In der am 15. April 1921 veröffentlichten Mitgliederliste des Pariser Schachclubs Les échecs du Palais-Royal wird er als Ehrenmitglied geführt und seine Adresse mit der Rue de l’Abbé-de-L’Épée 5 im 5. Arrondissement angegeben. Eine letzte Erwähnung datiert aus dem Jahr 1926: In der Oktober-Ausgabe der Deutschen Schachzeitung erschien eine Diskussion mit von Lesern eingesandten Notationsanmerkungen zu einem in der März-Ausgabe veröffentlichten Artikel über den Aljechin-Chatard-Angriff. Dort finden sich auch drei Hinweise von Hallégua. Ob es sich dabei allerdings tatsächlich um Zuschriften von ihm handelt oder aber einfach zuvor von ihm getätigte Kommentare aufgeschrieben wurden, ist unklar.

## Liste der Schachpartien
In der folgenden Tabelle sind alle Schachpartien chronologisch zusammengestellt, die Hallégua zugeordnet werden können. Nur bei wenigen davon ist bekannt, welche Spielsteine er führte und wie viele Züge ausgeführt wurden. Da die tatsächliche Reihenfolge der Spiele bei den Turnieren nicht aus den zur Verfügung stehenden Kreuztabellen hervorgeht, sind die entsprechenden Partien hier nach Ergebnis sortiert.
| Datum                  | Veranstaltung       | Ort      | Partner                                      | Gegner                                            | Steine  | Züge | Ergebnis   |
| ---------------------- | ------------------- | -------- | -------------------------------------------- | ------------------------------------------------- | ------- | ---- | ---------- |
| 04. 06. 1912           | Simultanpartie      | Paris    |                                              | Eduard Lasker                                     |         |      | Sieg       |
| XX. 05. 1913           | Beratungspartie     | Paris    | A. Kramer                                    | Dawid Janowski / Leo Nardus                       | Weiß    | 32   | Niederlage |
| 25. 10. 1913           | Simultanpartie      | Paris    |                                              | José Raúl Capablanca                              |         |      | Sieg       |
| XX. 02. – XX. 03. 1914 | Neuner-Turnier      | Paris    |                                              | Dawid Janowski                                    |         |      | Niederlage |
| XX. 02. – XX. 03. 1914 | Neuner-Turnier      | Paris    |                                              | M. D. Altintope                                   |         |      | Niederlage |
| XX. 02. – XX. 03. 1914 | Neuner-Turnier      | Paris    |                                              | Cramer                                            |         |      | Remis      |
| XX. 02. – XX. 03. 1914 | Neuner-Turnier      | Paris    |                                              | M. Polikier                                       |         |      | Remis      |
| XX. 02. – XX. 03. 1914 | Neuner-Turnier      | Paris    |                                              | Alexandre Téléguine                               |         |      | Sieg       |
| XX. 02. – XX. 03. 1914 | Neuner-Turnier      | Paris    |                                              | Eugène Chatard                                    |         |      | Sieg       |
| XX. 02. – XX. 03. 1914 | Neuner-Turnier      | Paris    |                                              | Frédéric Lazard                                   |         |      | Sieg       |
| XX. 02. – XX. 03. 1914 | Neuner-Turnier      | Paris    |                                              | P. Humbert                                        |         |      | Sieg       |
| XX. 02. – XX. 03. 1914 | Neuner-Turnier      | Paris    |                                              | J. Garcin                                         |         |      | Sieg       |
| 10. 04. 1914           | Beratungspartie     | Paris    | Frank Marshall / Leo Nardus                  | M. D. Altintope / de Cramer / Alexandre Téléguine | Weiß    | 36   | Sieg       |
| XX. 05. 1914           | Beratungspartie     | Paris    | Alexandre Téléguine                          | Frank Marshall / Wassili Soldatenkow              | Schwarz | 44   | Niederlage |
| 27. 06. 1914           | Beratungspartie     | Paris    | De Cramer / Alexandre Téléguine / P. Humbert | Frank Marshall / Wassili Soldatenkow / K. Luedeck | Weiß    | 61   | Sieg       |
| 12. – 14. 07. 1914     | Vierer-Turnier      | Paris    |                                              | André Muffang                                     |         |      | Niederlage |
| 12. – 14. 07. 1914     | Vierer-Turnier      | Paris    |                                              | Alexander Aljechin                                | Schwarz | 44   | Niederlage |
| 12. – 14. 07. 1914     | Vierer-Turnier      | Paris    |                                              | Frank Marshall                                    |         |      | Niederlage |
| 15. 07. 1914           | Freundschaftspartie | Paris    |                                              | Alexander Aljechin                                | Weiß    | 25   | Niederlage |
| 20. 07. – 01. 08. 1914 | Hauptturnier A      | Mannheim |                                              | Oscar Tenner                                      |         |      | Niederlage |
| 20. 07. – 01. 08. 1914 | Hauptturnier A      | Mannheim |                                              | Fedir Bohatyrtschuk                               |         |      | Remis      |
| 20. 07. – 01. 08. 1914 | Hauptturnier A      | Mannheim |                                              | B. Studt                                          |         |      | Remis      |
| 20. 07. – 01. 08. 1914 | Hauptturnier A      | Mannheim |                                              | Karel Opočenský                                   |         |      | Remis      |
| 20. 07. – 01. 08. 1914 | Hauptturnier A      | Mannheim |                                              | Gunnar Gundersen                                  |         |      | Remis      |
| 20. 07. – 01. 08. 1914 | Hauptturnier A      | Mannheim |                                              | Carl Ahues                                        |         |      | Sieg       |
| 20. 07. – 01. 08. 1914 | Hauptturnier A      | Mannheim |                                              | Sigmund Herland                                   |         |      | Sieg       |
| 20. 07. – 01. 08. 1914 | Hauptturnier A      | Mannheim |                                              | Willem Schelfhout                                 | Schwarz | 42   | Sieg       |
| 20. 07. – 01. 08. 1914 | Hauptturnier A      | Mannheim |                                              | Alexei Selesnjow                                  |         |      | Sieg       |
| 20. 07. – 01. 08. 1914 | Hauptturnier A      | Mannheim |                                              | Wilhelm Hilse                                     |         |      | Sieg       |
| 20. 07. – 01. 08. 1914 | Hauptturnier A      | Mannheim |                                              | Wilhelm Schönmann                                 |         |      | Sieg       |
| 1914 – 1915            | Fernschachpartie    | X        |                                              | P. Humbert                                        | Schwarz | 61   | Niederlage |
| 23. 05. 1915           | Beratungspartie     | Paris    | P. Humbert                                   | Arnold Aurbach / J. Lew                           | Weiß    | 31   | Niederlage |
| 24. 05. 1915           | Freundschaftspartie | Paris    |                                              | Arnold Aurbach                                    | Weiß    | 23   | Niederlage |

## Weiterführend